# Camptelasmus caffer
Camptelasmus caffer är en insektsart som beskrevs av Maximilian Spinola 1850. Camptelasmus caffer ingår i släktet Camptelasmus och familjen dvärgstritar. Inga underarter finns listade i Catalogue of Life.